# Сарматин, Михаил Сергеевич
Михаил Сергеевич Сарматин (26 октября 1972, Казань, СССР) — российский хоккеист, нападающий; тренер. Мастер спорта России международного класса.

## Биография
Начинал карьеру в клубе КФК «Тан» Казань (1991/92). В сезонах 1992/93 — 1999/2000, 2000/01, 2001/02 выступал за «Итиль» / «Ак Барс» Казань. Также играл за команды «Динамо-Энергия» Екатеринбург (2000/01), «Нефтехимик» Нижнекамск (2001/02 — 2002/03), «Металлург» Магнитогорск (2002/03), «Торпедо» НН (2003/04), «Сибирь» Новосибирск (2003/04), «Трактор» Челябинск (2004/05 — 2005/06), «Амур» Хабаровск (2006/07 — 2008/09).
В сезонах 2009/10 — 2010/11, 2014/15 — тренер клуба «Барс» Казань, в сезонах 2011/12 — 2013/14 — тренер «Ак Барса», главный тренер «Барса» (2015/16). В сезоне 2017/18 — тренер «Куньлунь РС Юниор» и сборной Китая до 20 лет. В сезоне 2018/19 — тренер «КРС-Оэрджи». В следующем сезоне — тренер молодёжной команды в МХЛ. В сезонах 2020/21 — 2021/22 — тренер в «Нефтянике» Альметьевск.
Чемпион России 1998.
Участник чемпионатов мира 1997, 1998, 1999.